# Кортеолона
Кортеолона (итал. Corteolona) — коммуна в Италии, находится в регионе Ломбардия, подчиняется административному центру Павия.
Население составляет 1904 человека, плотность населения составляет 190 чел./км². Занимает площадь 10 км². Почтовый индекс — 27014. Телефонный код — 0382.
Покровителем коммуны почитается святой первомученик Стефан, празднование в первое воскресенье августа.